# Cantonul La Chèze
Cantonul La Chèze este un canton din arondismentul Saint-Brieuc, departamentul Côtes-d'Armor, regiunea Bretania, Franța.

## Comune
- Le Cambout
- La Chèze (reședință)
- Coëtlogon
- La Ferrière
- Plémet
- Plumieux
- La Prénessaye
- Saint-Barnabé
- Saint-Étienne-du-Gué-de-l'Isle